# المعجزة الاقتصادية البلجيكية
المعجزة الاقتصادية البلجيكية (بالفرنسية: Le miracle belge)‏، (بالهولندية: Het belgische wonder)‏، بالمعنى الحرفي «المعجزة البلجيكية» كانت فترة من النمو الاقتصادي السريع في بلجيكا بعد الحرب العالمية الثانية، وخاصة بين عامي 1945 و 1948. وقد تميزت بالاتجاهات المتوازية لارتفاع التوظيف والأجور الحقيقية وانخفاض التضخم، مما أدى إلى تحسين مستويات المعيشة.  كان معاصرًا تقريبًا مع المعجزة الاقتصادية الألمانية في ألمانيا الغربية وجزء من فترة التوسع الاقتصادي في فترة ما بعد الحرب العالمية في أواخر الأربعينات والخمسينات.

## المعجزة الاقتصادية

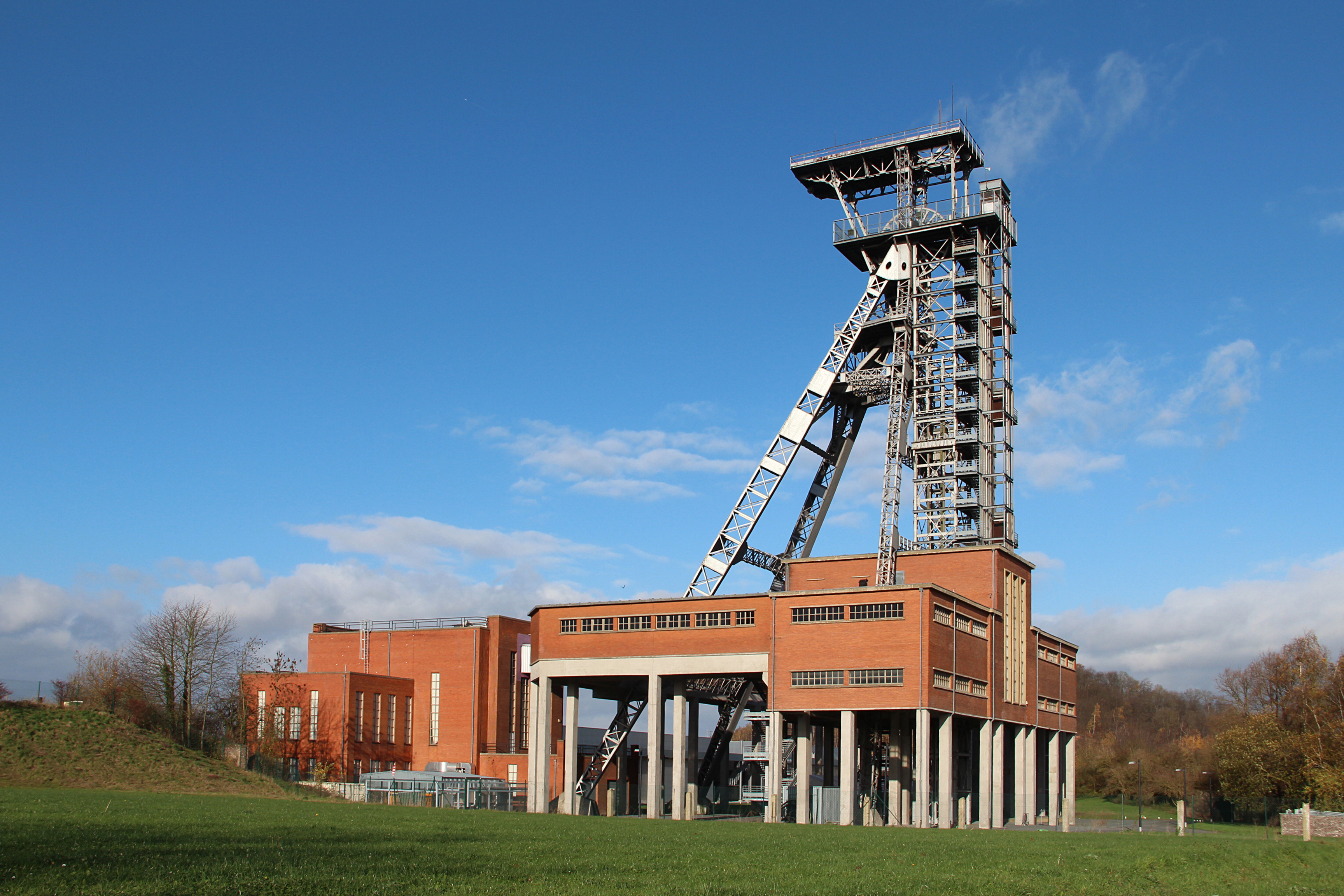
منظر حديث لمنجم فحم سابق في فرامري. كان تعدين الفحم أحد الصناعات التي أدت إلى معجزة بلجيكا الاقتصادية

خلال الحرب العالمية الثانية، احتلت ألمانيا النازية بلجيكا وشهدت تدهورًا في ناتجها المحلي الإجمالي بسبب أضرار الحرب والسياسات الاقتصادية التي اتبعها المحتلون، على الرغم من الجهود التي بذلها شخصيات مثل ألكسندر جالوبين الذي حاول الحفاظ على القدرة الصناعية لبلجيكا من خلال حل وسط مع المحتلين.
من عام 1945، ازداد الطلب على الصناعات التقليدية في بلجيكا (الصلب والفحم، والمنسوجات، وآلات السكك الحديدية على وجه الخصوص) في جميع أنحاء أوروبا، مما عزز انتعاش الاقتصاد البلجيكي.  بالمقارنة مع البلدان المجاورة، التي تضررت صناعاتها بشدة بسبب القتال، تمكنت القاعدة الصناعية البلجيكية من استعادة قدرتها على الاستجابة لارتفاع الطلب.  في عام 1946، أعلنت الحكومة عزمها على زيادة الإنتاج في صناعات تعدين الفحم الهامة في بلجيكا من خلال إطلاق «معركة للفحم» (Bataille du charbon). في نهاية عام 1947، أصبحت بلجيكا أول متحارب سابق في أوروبا يصل إلى مستوى الإنتاج الصناعي قبل الحرب. 
كما تم تسهيل المعجزة الاقتصادية بشكل كبير من خلال السياسة النقدية لكاميل غوت التي أدتها «خطة غوت»، التي بدأت في أكتوبر 1944، إلى خفض المعروض النقدي الذي نما بشكل كبير خلال الاحتلال. وكان تأثير هذه السياسة، التي قللت من حجم العملة المتداولة بمقدار الثلثين، هو الحد من التضخم بشكل حاد وتسهيل الارتفاع العام في مستويات المعيشة. 
تحسنت الظروف المعيشية للعمال البلجيكيين بسرعة خلال المعجزة الاقتصادية. من الناحية التاريخية، كان العمال الحضريون في بلجيكا يتلقون أجوراً أقل ويعيشون في ظروف أسوأ من أولئك الذين يعيشون في بلدان مماثلة، حتى في الوقت الذي نما فيه الاقتصاد البلجيكي بسرعة خلال الثورة الصناعية.  بدأ هذا يتغير خلال الاعجوبة الاقتصادية. في عام 1944، بعد فترة وجيزة من التحرير، قدمت حكومة اشيل فان آكر سلسلة من إصلاحات الضمان الاجتماعي التي بدأت في رفع مستويات المعيشة. أدى نقص العمالة والطلب المتزايد على الإنتاج، خاصة في تعدين الفحم، إلى ارتفاع الأجور. بحلول عام 1947 كانت أجور عمال مناجم الفحم في بوريناج أعلى بنسبة 40 في المائة مما كانت عليه في عام 1938.  وارتفعت معدلات المواليد أيضًا.
أظهرت المعجزة الاقتصادية أيضا نقص العمالة الوطنية، وخاصة في قطاع الفحم. حاولت الحكومة البلجيكية تجنيد العمال في الخارج. وظفت لفترة وجيزة 64000 أسير حرب ألماني من عمال مناجم الفحم. في عام 1946، أنشأت الحكومة البلجيكية برنامج ضيف العمال في إيطاليا والذي أدى إلى أول موجة كبيرة من الهجرة إلى بلجيكا. 

## نقد
انتقد بعض المؤرخين استخدام مصطلح المعجزة الاقتصادية لوصف هذه الفترة. وفقًا للمؤرخ مارتن كونواي، فإن المصطلح «غير مناسب بشكل فريد» لوصف الانتعاش الاقتصادي البلجيكي خلال الفترة لأن «معدلات النمو والرواتب ومستويات الاستثمار تخلفت بشكل كبير، وتكاليف الإنتاج أعلى بكثير من اقتصاديات بلجيكا المنافسة».  ركزت السياسة الحكومية على الاستقرار النقدي بدلاً من الاستثمار.  فوجئت الحكومة البلجيكية بسرعة الانتعاش الاقتصادي في البلاد، ولم تطالب سوى بالقليل من مساعدات مارشال التي كان يستخدمها منافسوها لتطوير صناعات جديدة.  بحلول عام 1953، كان الإنتاج الصناعي البلجيكي أعلى بنسبة 11 في المائة من إنتاجه في عام 1929، مقارنة بفارق 70 في المائة في بلدان أوروبا الغربية الأخرى.  وكانت النتيجة أن الصناعة الثقيلة البلجيكية واجهت «أزمة هيكلية حادة» في الخمسينيات من القرن الماضي حيث أصبحت الصادرات الصناعية البلجيكية غير قادرة على المنافسة. وقد أدى ذلك إلى بدء إزالة التصنيع في والونيا وبدء الاختلاف الاقتصادي الإقليمي بين والونيا وفلاندرز والذي أصبح واضحًا خلال الإضراب العام في شتاء 1960-1961 . 
كانت دراسة الفترة مهمة في تشكيل الفكر الاقتصادي للاقتصادي الكسندر لامفالوسي، الذي كتب عن هذا الموضوع في أوائل الستينيات. 